# ГИПХ (Капитолово)
Площадка ГИПХ в Капитолово — экспериментальная база научно-исследовательского комплекса РНЦ «Прикладная химия», которая расположена недалеко от Санкт-Петербурга, в Ленинградской области у платформы Капитолово.

## Общие сведения
Площадка в Капитолово была построена в 1954—1958 годах.
Она занимает порядка 200 гектаров земли и была создана для испытания новых технологий и материалов, которые теоретически прорабатывались на основной площадке ГИПХ на Петроградской стороне.
Результатом работы стало строительство площадки с беспрецедентными мерами безопасности: двойное ограждение, контрольно-следовая полоса, смотровые вышки, на которых круглосуточно дежурили охранники, круглосуточное освещение по периметру площадки.
Территория завода была обнесена санитарной зоной шириной в 1 километр.
К площадке была подведена железная дорога, построена станция для обслуживания грузов завода.
На площадке происходила отработка различных научных разработок для внедрения в технологии химических производств на всей территории СССР.
Для каждого из направлений исследований строился отдельный цех, за время работы площадки было построено около 300 корпусов.
Существует два наиболее известных направления ГИПХ:
- Радиохимический производственный комплекс, который был полностью создан в Санкт-Петербурге, и позже был целиком перенесён в Капитолово.
- Выпуск ракетного топлива (наиболее известная модификация — ТГ-02), основные практические разработки этой продукции проводились на этой площадке.

Существует проблема утилизации отходов производства, которые были накоплены на территории за всю историю, основной проблемой являются около 600 м³ жидких и около 1450 м³ твёрдых радиоактивных отходов.
Они хранятся по технологиям середины XX века, которые не обеспечивают полной сохранности содержимого.
2 ноября 2000 года, на хранилище произошла авария, когда из контейнера вытекло порядка 70 м³ радиоактивных отходов, которые попали в Каменный ручей и далее в Охту.
С 2006 года эти хранилища были включены в федеральную целевую программу по радиохимической безопасности.
Программу планировалось завершить до 2015 года, обеспечив безопасность производства и ликвидацию хранилища жидких отходов.
К 2010 году было приостановлено выполнение бюджетных обязательств по двум причинам.
Во-первых, Министерства образования и науки, в состав которого входит ГИПХ, проходит реорганизацию. Во-вторых, Федеральное агентство по науке и инновациям с марта 2010 упразднено.
Несмотря на это, руководитель отдела инспекций за радиационно опасными объектами Ленинградского региона и Карелии Северо-Европейского межрегионального территориального управления по надзору за ядерной и радиационной безопасностью Вагиз Миндубаев
активно работает над реализацией мероприятий проекта.
В 2008—2009 годах это место приобрело известность в связи с переводом всех производств ГИПХ на эту площадку и началом разработки проекта под названием «Набережная Европы» по созданию новых жилых площадей в непосредственной близости от центра города, на Петроградской стороне.
Этот проект вызвал ожидаемую реакцию сотрудников, которые оказались перед выбором либо дольше добираться на работу либо её менять.
По заявлениям представителей застройщика, в 2009 году проектирование новых корпусов полностью завершено и по состоянию на июнь 2010 планировалось освободить основную площадку в начале 2011 года. При переезде ГИПХ потеряло значительную часть кадрового состава, не пожелавшего добираться на работу в новом месте, и часть оборудования.

## Директора завода
- И.о. генерального директора Козлова Е. В.
- Директор опытного производства Прудников А. Г.
- Главный инженер Христианчик Б. А.
- Зам. генерального директора по науке и производству, директор НПК Зубрицкая Н. Г.
- Зам. генерального директора по спецхимии - директор НИО Спецхимия Карташов Ю. И.
- Евгений Павлович Анисимов.[источник не указан 2588 дней]